# Yuan Hao
Yuan Hao (chino simplificado= 袁昊) es un actor chino.

## Biografía
Estudió en la Academia de Cine de Pekín.
Sale con la actriz china Zhao Zhaoyi.

## Carrera
Es miembro del estudio 袁昊.
En agosto de 2018 se unió al elenco recurrente de la serie Accidentally in Love donde dio vida a Lu Jingyang, el ex prometido de Chen Qingqing (Amy Sun).
En julio de 2019 se unió al elenco recurrente de la serie Love and Destiny donde interpretó a Cheng Yan, un descendiente de la tribu Fox y el hermano menor de la tranquila médica Qing Yao (Zhang Zhixi), así como el amigo de la infancia de Ling Xi (Ni Ni).
El 30 de noviembre del mismo año obtuvo su primer papel principal cuando se unió al elenco principal de la serie The Romance of Hua Rong donde dio vida a Qin Shangcheng, un arrogante líder pirata que se enamora profundamente de Hua Rong (Zhao Zhaoyi), hasta el final de la serie el 8 de enero del 2020.
En octubre de 2020 se anunció que volvería a interpretar a Qin Shangcheng durante la segunda temporada de la serie "The Romance of Hua Rong" titulada The Romance of Hua Rong 2. La serie se espera sea estrenada en el 2021.
En el 2021 se unirá al elenco de la serie Medical Examiner Dr. Qin: Silent Evidence.
Ese mismo año se unirá al elenco de la serie Love in Flames of War donde interpretará a Mu Zizheng. un joven que termina convirtiéndose en un espía para los japoneses debido a la enfermedad de su madre.

## Filmografía

### Series de televisión
| Año             | Título                                    | Personaje               | Notas                      |
| --------------- | ----------------------------------------- | ----------------------- | -------------------------- |
| 2021 - presente | We Are Young In Wartime                   | Da Yan                  | (drama web)                |
| 2021 - presente | Love in Flames of War                     | Mu Zizheng              |                            |
| 2021 - presente | The Romance of Hua Rong 2                 | Qin Shangcheng          | (drama web)                |
| 2021 - presente | Medical Examiner Dr. Qin: Silent Evidence | -                       | (drama web)                |
| 2020            | Forever Love                              | Qin Yue                 | (drama web)                |
| 2020            | Tientsin Mystic 2                         | -                       | (drama web)                |
| 2020            | The Romance of Hua Rong Special           | Qin Shangcheng          | 1 episodio                 |
| 2019 - 2020     | The Romance of Hua Rong                   | Qin Shangcheng (Yun He) | 24 episodios - (drama web) |
| 2019            | Love and Destiny                          | Cheng Yan               |                            |
| 2019            | Very Star (非常Y星人)                     | Huo Da                  | (drama web)                |
| 2019            | I Hear You (最动听的事)                   | Yu Sheng                | (drama web)                |
| 2018            | Accidentally in Love                      | Lu Jingyang             | (drama web)                |
| 2017            | Lightning (进击吧，闪电)                  | Wei Ming                |                            |
| 2016            | 暗捕者                                    | 零度                    |                            |
| 2016            | 十国英雄联盟                              | 丁生                    | (drama web)                |

### Películas
| Año  | Título     | Personaje | Notas |
| ---- | ---------- | --------- | ----- |
| 2016 | 向女神挺进 | 刘建仁    |       |
| 2016 | 奇遇真爱   | 吉秀贤    |       |

### Revistas / sesiones fotográficas
| Año  | Título                | Notas |
| ---- | --------------------- | ----- |
| 2020 | ChicBanana (香蕉街拍) |       |
| 2020 | FHM (男人装)          |       |